# 拍米
拍米（英式英语：Petametre，美式英语：Petameter，符號Pm）是一个长度单位。1 拍米＝1015公尺。
- 换算
  - 1 拍米 = 6685 天文单位
  - 1 光年 = 9.46 拍米
  - 1 秒差距 = 30.86 拍米